# Zeta Ursae Minoris
Zeta Ursae Minoris (Ahfa al Farkadain, 16 Ursae Minoris) é uma estrela na direção da constelação de Ursa Minor. Possui uma ascensão reta de 15h 44m 03.46s e uma declinação de +77° 47′ 40.2″. Sua magnitude aparente é igual a 4.29. Considerando sua distância de 376 anos-luz em relação à Terra, sua magnitude absoluta é igual a −1.02. Pertence à classe espectral A3Vn.